# Kovářský vrch
Kovářský vrch (461 m n. m., německy Schmiedeberg) je vrch v okrese Česká Lípa v Libereckém krají. Leží asi 1,5 km jjv. od Kunratic u Cvikova na katastrálním území dvou obcí, dotyčné obce a vsi Lindava.

## Popis vrchu
Na svazích je několik malých opuštěných lomů. Z luk na severovýchodním svahu se nabízí výhledy na část Ralské pahorkatiny, Lužických hor a Ještědského hřbetu.

## Historie osídlení
Pod lesem na východní straně vrchu vznikla kolem roku 1866 skupina 6 domků, mezi nimiž byl i oblíbený hostinec s tanečním sálem, romanticky pojmenovaný U Severního pólu. Na vrcholu kopce byla později vystavěna 13 metrů vysoká dřevěná rozhledna Schmiedsbergturm. Konstrukce věže byla ale velmi jednoduchá a vydržela jen asi rok, než byla stržena bouří. Nová rozhledna zde pak už postavena nebyla. Po 2. světové válce zanikl i hostinec s okolními domky, na jejich místě dnes najdeme už jen zarostlé zbytky základů.

## Geomorfologické zařazení
Vrch náleží do celku Ralská pahorkatina, podcelku Zákupská pahorkatina, okrsku Cvikovská pahorkatina, podokrsku Velenická pahorkatina a Drnovecké části.

## Přístup
Automobilem se dá nejblíže přijet do Kunratic či na rozcestí Svitavka – říčka zelené turistické stezky. Po stezce směrem na Jablonné v Podještědí se dá přiblížit k vrchu ze severovýchodu a vystoupat po cestě až na vrchol.